# Hennediella serrulata
Hennediella serrulata là một loài rêu trong họ Pottiaceae. Loài này được (Hook. & Grev.) R.H. Zander mô tả khoa học đầu tiên năm 1993.